# اوزوم‌چولر
اوزوم‌چولر (ترکی آذربایجانی: Üzümçülər) یک منطقهٔ مسکونی در جمهوری آرتساخ است که در استان کاشاتاق واقع شده‌است.